# 伊東明日香
伊東 明日香（いとう あすか、1978年 - ）は、日本の現代美術家、画家。

## 経歴
神奈川県生まれ。1997年  神奈川県立港北高等学校卒業。2003年  東京芸術大学美術学部絵画科油画専攻卒業。
2005年  東京芸術大学大学院美術研究科修士課程油画技法材料修了。2000年－2013年  横浜美術学院絵画科講師。2015年 女子美術大学講師。

## 概要
油彩キャンバスを中心にアクリル、水彩、ドローイングや立体作品の制作を行う。作品は「花」を題材にしたものと、ややエロティックな「コスプレ」を題材にしたものが対になって展示されることが多い。本拠とするギャラリーショウ・コンテンポラリー・アートによれば、「伊東は秘め事と捉えられがちな性欲について、その喜び・快楽・愛の素晴らしさを花の姿を借り、コスプレの手法を取りながら恥じらいをもって作品に表してきた」という。しかし、2011 - 2012年をまたぐ個展においては、「制限なく本能を解放することで、性、すなわち生の素晴らしさを改めて説いて」ゆくとし、自画像、写真の中や本人によるペインティング・ライブ等での普段の佇まいを対とすることにより、より深い欲望の表出を試みている。

## 展覧会歴
- 2004年 -『One day in your life』二人展 / PROMO-ARTE GALLERY 表参道
- 2004年 -『REUNAITED展』 / 佐藤美術館、新宿
- 2005年 -『第二回REUNAITED展』 / 佐藤美術館、新宿
- 2006年 -『横浜風景』 / 三渓園・旧燈明寺本堂
- 2006年 -『第三回REUNAITED展』 / 横浜市民ギャラリーあざみ野
- 2006年 -『明るい部屋』 / 山手234番館、横浜
- 2007年 -『White Collection』 / 大倉山記念館、横浜
- 2007年 -『ヨコハマブギウギ』 / ギャラリーヨコハマ
- 2007年 -『Light room vol.3』 / 神奈川県民ホール
- 2007年 -『Light room vol.4 山手111番館図書室』 / 山手111番館、横浜
- 2007年 -『Light room vol.5 White collection』 / 山手111番館、横浜
- 2007年 -『第四回REUNAITED展』 / 横浜市民ギャラリーあざみ野
- 2008年 -『Light room vol.6 obsessional object』 / エリスマン邸、横浜
- 2008年 - 『THE SANSIAO TRADING COMPANY LIMITED』、日本橋
- 2008年 -『Obsessional object』 / エリスマン邸、横浜
- 2008年 -『GALERIE SHO PROJECTS VOL.2 7人の新人展』 / ギャラリーショウ・コンテンポラリー・アート、日本橋
- 2008年 -『The House』現代アートの住み心地 / 旧日本ホームズ展示場、六本木
- 2008年 -『GALERIE SHO PROJECTS SOMETHING SWEET 4 GIRLS』 / ギャラリーショウ・コンテンポラリー・アート、日本橋
- 2009年 -『Turandot游仙境 Restaurant Gallery』Turandot游仙境 赤坂店
- 2009年 -『T真夏の夢－椿山荘－』DANDANS Exhibition No.5 / 椿山荘、目白
- 2010年 -『GALERIE SHO PROJECTS だいたい2畳の週替わり展』 / ギャラリーショウ・コンテンポラリー・アート、日本橋
- 2011年-2012年 - 個展『伊東明日香×イトウアスカ‐欲望という名のワタシ‐』 / ギャラリー・ショウ・コンテンポラリー・アート、日本橋
- 2012年 -『Light room vol.8 静脈果実』 /  ブラフ18番館、横浜
- 2012年 -『Light room vol.10』 / 大倉山記念館、横浜
- 2012年 -『幻想の雫』/馬車道大津ギャラリー、横浜
- 2013年 -『初夏のメカニズム展』/ライト商會、京都
- 2013年 -『企業コラボアート東京2013』/ MDP Gallery、中目黒
- 2014年 -『三越×藝大』/日本橋三越本店、日本橋
- 2014年 -『はじまり。展』/ MASATAKA CONTEMPORARY、日本橋
- 2014年 -『企業コラボアート東京2014 「with ハローキティ」展』/ MDP Gallery、中目黒
- 2015年 - 個展『心秘的願望』 / MASATAKA CONTEMPORARY、日本橋
- 2015年 -『おんなのこ博覧会』/FUMA CONTEMPORARY TOKYO、入船
- 2016年 -『Collaboration Project』/RISE GALLERY and MASATAKA CONTEMPORARY、日本橋/碑文谷
- 2016年 - Masataka Contemporary’s exhibition:『Japanese Women Artists』/Bernarducci Meisei Gallery、New York
- 2016年 - 伊東明日香＋平野果林 2人展『Sex and Death』/MASATAKA CONTEMPORARY、日本橋

## ART FAIR
- 2008年 -『アート＠アグネス2008 アグネスホテル アートフェア』ギャラリーショウ・コンテンポラリー・アートより出品
- 2009年 -『SCOPE Miami 2009』ギャラリーショウ・コンテンポラリー・アートより出品
- 2012年 -『アートフェア東京2012』ギャラリーショウ・コンテンポラリー・アートより出品
- 2013年 -『SNIFF OUT 2013』 / インテックス大阪、MASATAKA CONTEMPORARYより出品
- 2013年 -『YOUNG ART TAIPEI 2013』 / シェラトン・グランド・ホテル・台北、MASATAKA CONTEMPORARYより出品
- 2014年 -『YOUNG ART TAIPEI 2014』 / Regent Taipei、MASATAKA CONTEMPORARYより出品
- 2015年 -『アート大阪 2015』 / HOTEL GRANVIA OSAKA、MASATAKA CONTEMPORARYより出品